# Линия Мусасино
Линия Мусасино (яп. 武蔵野線 мусасино сэн) — железнодорожная линия японского железнодорожного оператора East Japan Railway Company, протянувшаяся от станции Цуруми расположенной в городе Иокогама префектуры Канагава до станции Ниси-Фунабаси расположенной в городе Тиба префектуры Тиба. Пассажирское сообщение ограниченно 72-х километровым участком от станции Ниси-Фунабаси до станции Футю-Хоммати; участок от станции Цуруми до станции Футю-Хоммати носит название Южная линия Мусасино и используется только для грузового сообщения.

## История
Сооружение линии началось в 1964-м году. 
В 1967-м, грузовой поезд который вёз авиационное топливо на авиабазу в городе Татикавa взорвался на станции Синдзюку. Это происшествие послужило поводом к запрету движения грузовых поездов по линиям в центральном Токио, а также послужило толчком к ускоренному развитию линии Мусасино как альтернативного маршрута.Так как линия проходила через мало населённые территории, она изначально планировалась как исключительно грузовая, но позиция местного населения привела к тому что власти согласились устроить на линии и пассажирское сообщение. 
Северный участок линии (Футю — Фунабаси) был завершён к 1973-му году; южный участок (Футю — Цуруми) к 1976-му году. 

## Виды обслуживания
Большинство составов на линии это местные поезда останавливающиеся на каждой станции, существующие скорые поезда переходят на линию Кэйё на станции Ниси-Фунабаси и продолжают движение до Токио, Минами-Фунабаси или Кайхин-Макухари.

## Станции

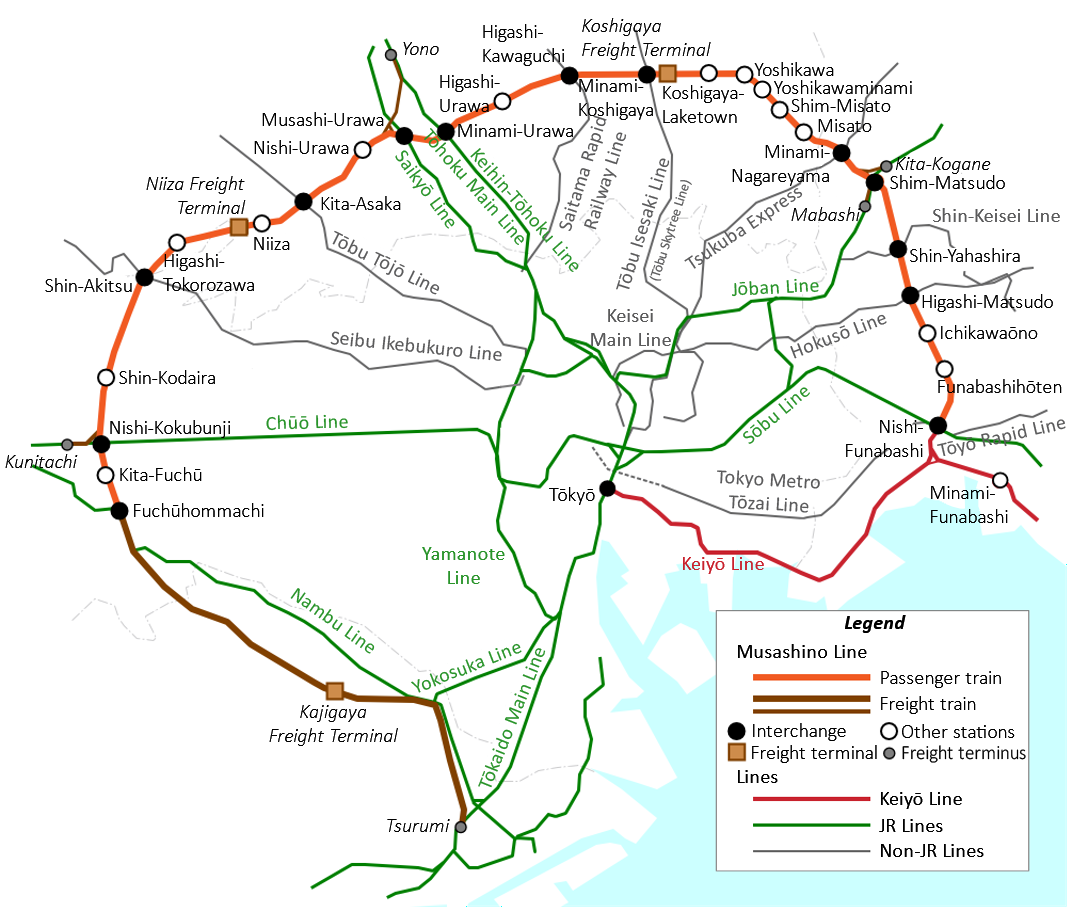
Схема линии с указанием пассажирских и грузовых станций

### Линия Мусасино (пассажирская)
| Станция                   | Японское название    | Расстояние (км) | Расстояние (км) | Пересадки | Расположение  | Расположение |
| Станция                   | Японское название    | Между станциями | Всего           | Пересадки | Расположение  | Расположение |
| ------------------------- | -------------------- | --------------- | --------------- | --- | ------------- | ------------ |
| Футю-Хоммати              | 府中本町             | -               | 0.0             | Линия Намбу, Южная линия Мусасино (грузовая) | Футю          | Токио        |
| Кита-Футю                 | 北府中               | 1.7             | 1.7             | | Футю          | Токио        |
| Ниси-Кокубундзи           | 西国分寺             | 2.2             | 3.9             | Линия Тюо (Скорая) | Кокубундзи    | Токио        |
| Син-Кодайра               | 新小平               | 3.5             | 7.4             | Линия Тамако (Омэкайдо) Линия Мусасино (Грузовая ветка Кунитати)                                                                                     | Кодайра       | Токио        |
| Син-Акицу                 | 新秋津               | 5.6             | 13.0            | Линия Икэбукуро (Акицу) | Хигасимураяма | Токио        |
| Хигаси-Токородзава        | 東所沢               | 2.7             | 15.7            | | Токородзава   | Сайтама      |
| Грузовой терминал Нидза   | 新座貨物ターミナル駅 | 3.7             | 19.4            | | Ниидза        | Сайтама      |
| Ниидза                    | 新座                 | 0.3             | 19.7            | | Ниидза        | Сайтама      |
| Кита-Асака                | 北朝霞               | 3.1             | 22.8            | Линия Тодзё (Асакадай) | Асака         | Сайтама      |
| Ниси-Урава                | 西浦和               | 5.0             | 27.8            | Линия Мусасино (Грузовая ветка Омия) | Сайтама       | Сайтама      |
| Мусаси-Урава              | 武蔵浦和             | 2.0             | 29.8            | Линия Сайкё Линия Мусасино (Грузовая ветка Ниси-Урава)                                                                                               | Сайтама       | Сайтама      |
| Минами-Урава              | 南浦和               | 1.9             | 31.7            | Линия Кэйхин-Тохоку | Сайтама       | Сайтама      |
| Хигаси-Урава              | 東浦和               | 3.7             | 35.4            | | Сайтама       | Сайтама      |
| Хигаси-Кавагути           | 東川口               | 3.8             | 39.2            | Saitama Rapid Railway Line | Кавагути      | Сайтама      |
| Минами-Косигая            | 南越谷               | 4.3             | 43.5            | Линия Исэсаки (Син-Косигая) | Косигая       | Сайтама      |
| Грузовой терминал Косигая | 越谷貨物ターミナル駅 | 0.4             | 43.9            | | Косигая       | Сайтама      |
| Косигая-Лэйктаун          | 越谷レイクタウン     | 2.4             | 46.3            | | Косигая       | Сайтама      |
| Йосикава                  | 吉川                 | 1.9             | 48.2            | | Йосикава      | Сайтама      |
| Йосикава-Минами           | 吉川美南             | 1.7             | 49.9            | | Йосикава      | Сайтама      |
| Син-Мисато                | 新三郷               | 1.4             | 51.3            | | Мисато        | Сайтама      |
| Мисато                    | 三郷                 | 2.1             | 53.4            | | Мисато        | Сайтама      |
| Минами-Нагарэяма          | 南流山               | 2.0             | 55.4            | Tsukuba Express Линия Мусасино (Кита-Коганэ, Грузовые ветки Мабаси)                                                                                  | Нагареяма     | Тиба         |
| Син-Мацудо                | 新松戸               | 2.1             | 57.5            | Линия Дзёбан Линия Нагарэяма (Коя) | Мацудо        | Тиба         |
| Син-Яхасира               | 新八柱               | 4.1             | 61.6            | Линия Син-Кэйсэй (Ябасира) | Мацудо        | Тиба         |
| Хигаси-Мацудо             | 東松戸               | 2.4             | 64.0            | Линия Хокусо | Мацудо        | Тиба         |
| Итикава-Оно               | 市川大野             | 1.9             | 65.9            | | Итикава       | Тиба         |
| Фунабаси-Хотэн            | 船橋法典             | 3.0             | 68.9            | | Фунабаси      | Тиба         |
| Ниси-Фунабаси             | 西船橋               | 2.9             | 71.8            | Линия Тюо-Собу, Линия Кэйё (сквозное сообщение до Токио, Кайхин-Макухари) Линия Тодзай (T-23) Tōyō Rapid Railway Line Линия Кэйсэй (Кэйсэй-Нисифуна) | Фунабаси      | Тиба         |

Станция Омэкайдо находится приблизительно в 10-ти минутах ходьбы от станции Син-Кодайра.

### Южная линия Мусасино (грузовая)
| Станция                       | Японское название      | Расстояние (км) | Расстояние (км) | Пересадки                                                                                         | Расположение | Расположение |
| Станция                       | Японское название      | Между станциями | Всего           | Пересадки                                                                                         | Расположение | Расположение |
| ----------------------------- | ---------------------- | --------------- | --------------- | ------------------------------------------------------------------------------------------------- | ------------ | ------------ |
| Цуруми                        | 鶴見                   | -               | 0.0             | Линия Токайдо, Линия Кэйхин-Тохоку, Линия Цуруми, Грузовая линия Токайдо, Грузовая линия Такасима | Иокогама     | Канагава     |
| Сигнальная станция Син-Цуруми | 新鶴見信号場           | 3.9             | 3.9             | Линия Хинкаку, Линия Намбу грузовая ветка (до Ситтэ)                                              | Иокогама     | Канагава     |
| Грузовой терминал Кадзигая    | 梶ヶ谷貨物ターミナル駅 | 8.8             | 12.7            |                                                                                                   | Кавасаки     | Канагава     |
| Футю-Хоммати                  | 府中本町               | 16.1            | 28.8            | Линия Мусасино, Линия Намбу                                                                       | Футю         | Токио        |

## Подвижной состав

### Нынешний

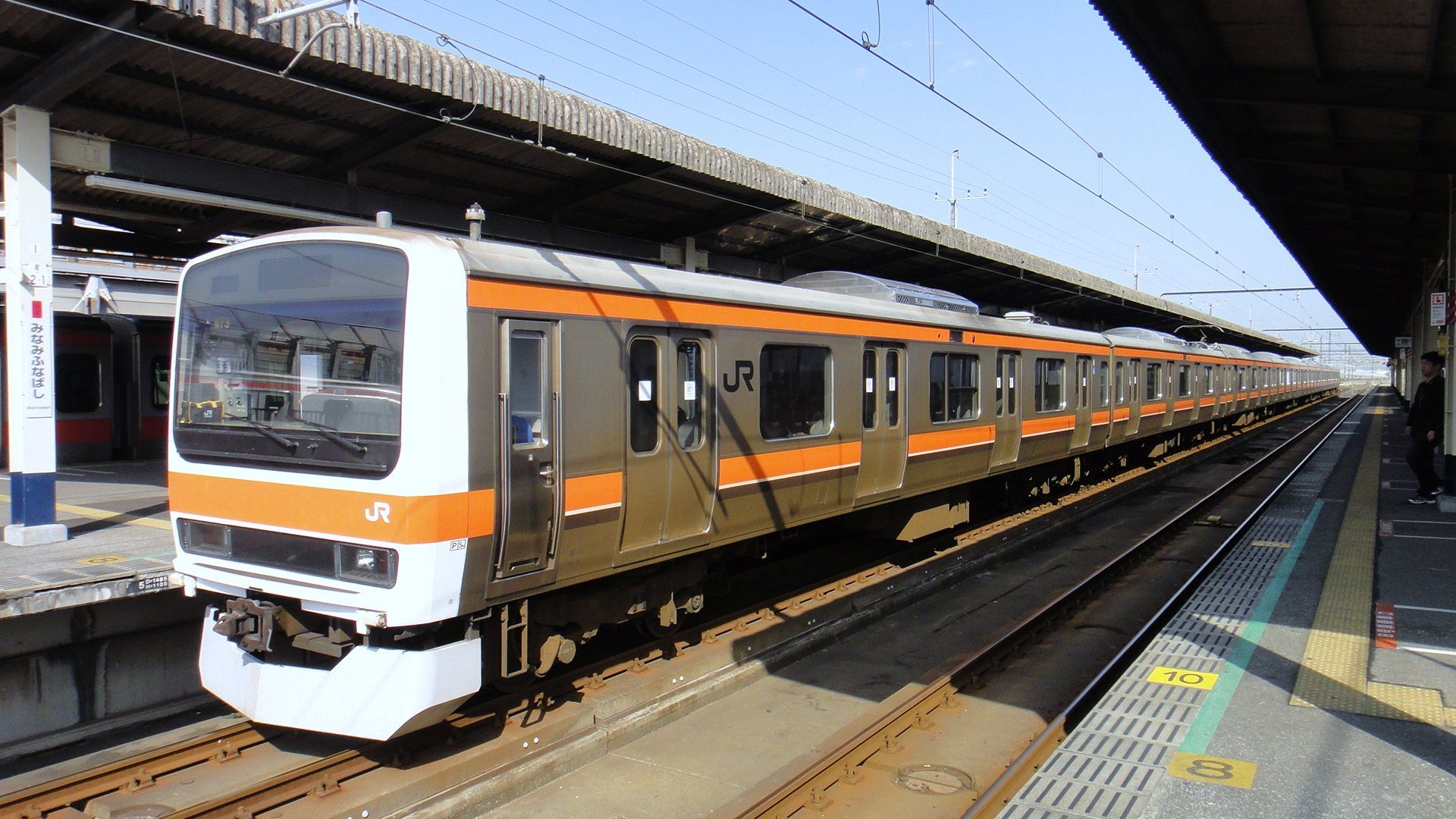
Состав серии 209-500, май 2011

8-ми вагонные электрички серий 205 series и 209-500 series.

### Использованный в прошлом
6-ти и 8-ми вагонные электрички серий 101-1000 series, 201 series и 103 series (до 2005).

### Грузовой
EF64, EF65, EF66, EF81, EF200, EF210, EH200, EH500 и DE10.